# Nyximyia nigra
Nyximyia nigra är en tvåvingeart som beskrevs av Hull 1962. Nyximyia nigra ingår i släktet Nyximyia och familjen rovflugor. Inga underarter finns listade i Catalogue of Life.